# 吉越拓矢
吉越 拓矢（よしこし たくや、1999年7月16日 - ）は、日本の俳優、声優、元子役。東京都出身。身長173cm、体重67kg、血液型はB型、星座は蟹座。以前は劇団若草、劇団ひまわりに所属していた。

## 出演作品

### ドラマ
- 鉄道警察官・清村公三郎3（2006年、テレビ東京）
- 時々迷々（2010年、NHK）
  - 第17話「登校」（2009年度） - 翔太
  - 第22話「50円玉ひとつ」（2010年度） - フトシ
- 未満警察 ミッドナイトランナー（2020年、日本テレビ）

### 映画
- やじきた道中 てれすこ（2007年、平山秀幸監督） - 信吉
- 南京の真実 第一部・七人の死刑囚（2008年、水島総監督） - 桜の下の子

### アニメ
- スイスイ!フィジー!（2007年、NHK） - フィジー
- 映画ドラえもん のび太と緑の巨人伝（2008年3月8日公開、渡辺歩監督） - キー坊

### ラジオ
- 水曜JUNK 山里亮太の不毛な議論「子どもたちを責めないで」コーナー（TBSラジオ） - 初代子ども師匠

### ラジオドラマ
- NISSAN あ、安部礼司〜BEYOND THE AVERAGE（準レギュラー、TOKYO FM） - チビ安部

### 舞台
- 細雪（2005年） - 秀雄